# Franco Ércoli
Franco Daniel Ércoli (Laboulaye, Provincia de Córdoba; 21 de marzo de 1992) es un piloto argentino de automovilismo. Iniciado en el ambiente del kart, desarrolló su carrera deportiva compitiendo en diferentes categorías del automovilismo nacional. A diferencia de la mayoría de sus colegas, debutó profesionalmente compitiendo primeramente en turismos, para luego competir en monoplazas. Su debut se dio en el año 2009 en la divisional Top Race Junior al comando de un Ford Mondeo II del equipo Schick Racing. Bajo el ala del mismo equipo, llegaría en el año 2011 su debut en la Fórmula Renault Argentina y en el año 2012 su ascenso a la divisional Top Race Series, donde tendría su primer contacto con unidades de mayor potencia. Al mismo tiempo, en ese mismo 2010, iniciaría su incursión en las divisionales inferiores de la Asociación Corredores de Turismo Carretera, debutando en la divisional TC Pista Mouras, donde compitió entre los años 2012 y 2014, tripulando unidades Ford Falcon, Torino Cherokee y Chevrolet Chevy. En el año 2014 conseguiría el ascenso a la divisional TC Mouras, donde compite desde el año 2015. Nació en la localidad cordobesa de Laboulaye, pero en la actualidad reside en la ciudad bonaerense de Cañuelas.

## Biografía

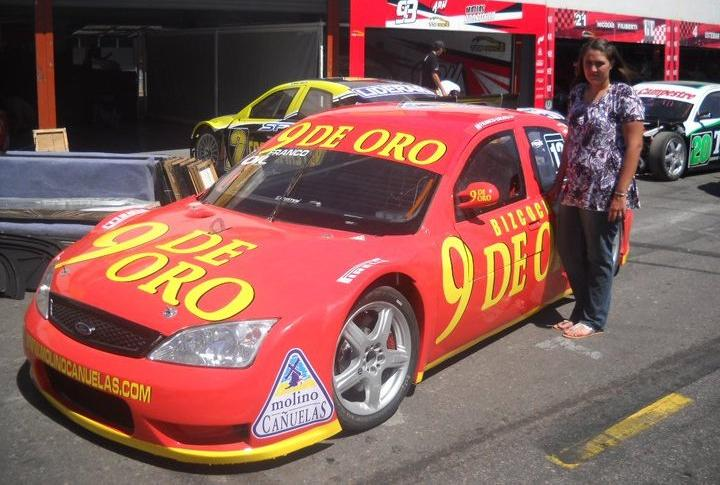
Automóvil Ford Mondeo II utilizado por Franco Ercoli entre 2009 y 2011, con su característico color rojo.

Nacido en la localidad de Laboulaye, Córdoba, pero criado en la ciudad de Cañuelas, Provincia de Buenos Aires, Franco Ércoli inició su carrera deportiva en el año 2000, a los 8 años, compitiendo en circuitos de tierra de las provincias de Córdoba y Santa Fe, llegando a proclamarse campeón en la categoría Zanella 50cc semipreparado. En el año 2001 sigue su participación en esta divisional, alcanzando el bicampeonato. Tras estas participaciones, competiría entre 2003 y 2005 en categorías de pista, logrando dos subcampeonatos en la categoría PreJunior. Su carrera continuaría en las categorías Junior y Senior de los campeonatos Argentino y Panamericano, entre los años 2006 y 2008. Tras estas participaciones, conseguiría finalmente a los 16 años, clasificar para competir en el Campeonato Mundial de Karts, desarrollado en Italia. En dicha competencia, conseguiría arribar en la 21.ª ubicación, sobre 105 concursantes.
Tras su paso por los karts, en el año 2009 inició una serie de pruebas a bordo de un monoplaza de la Fórmula Renault Argentina, para luego debutar en el automovilismo profesional, al ingresar a la categoría Top Race Junior. En esta categoría, se iniciaría compitiendo al comando de una unidad Ford Mondeo II atendido por la escuadra Abraham Racing Sports, el cual sería reconocido por su decoración roja brindada por su principal patrocinador, la marca de galletas "9 de Oro". En su temporada debut, Ércoli culminaría su primer torneo en la 31° ubicación.
En el año 2010 y tras la conformación del equipo Schick Racing, Franco Ércoli fue confirmado dentro del equipo de la divisional Top Race Junior, para competir en el torneo denominado Copa América 2010. En este torneo, Ércoli finalmente se situaría en la 12.ª ubicación, al comando de su Ford Mondeo rojo. En el segundo semestre de ese año, cuando inicialmente se pretendía competir en la temporada bianual 2010-11, el campeonato fue dado por concluido bajo el nombre de Torneo Clausura 2010 de Top Race, cerrando Ércoli ese fallido torneo en la 21.ª ubicación.
Para el año 2011, Ércoli sería confirmado en el equipo no solamente para su incursión en el Top Race Junior (categoría que a partir del año anterior pasó a denominarse Top Race Series), sino también para participar en el campeonato de Fórmula Renault Argentina, produciéndose de esta forma su debut dentro de esta categoría. En su primera temporada de Fórmula Renault, culminaría el torneo en la 29.ª colocación, mientras que en el Top Race Series cerraría el año en la 16.ª colocación.
En  2012 y con el fin de ampliar sus fronteras deportivas, decidió recalar en la divisional TC Pista Mouras, primera categoría en el escalafón de ascenso de la Asociación Corredores de Turismo Carretera. En esta categoría inició sus acciones compitiendo al comando de un Ford Falcon entregado por el equipo GB Cañuelas Racing, de Gerardo Bel Martino. Sin embargo, su participación con esta unidad se terminaría a mediados de temporada, pasándose luego a competir con un Torino Cherokee del mismo equipo. Asimismo, este mismo año volvería a competir en la Top Race Series al comando de un Ford Mondeo III del Schick Racing. Su regreso tuvo lugar en la 5.ª fecha del campeonato, aunque a diferencia de años anteriores, lo hizo sobre una unidad sin su característico color rojo

## Trayectoria
| Año     | Categoría                          | Marca               |
| ------- | ---------------------------------- | ------------------- |
| 2000-08 | Piloto de karts                    | -                   |
| 2009    | Debut en Top Race Junior           | Ford Mondeo II      |
| 2010    | Top Race Junior/Series             | Ford Mondeo II      |
| 2011    | Top Race Series                    | Ford Mondeo II      |
| 2011    | Debut en Fórmula Renault Argentina | Tito 02-F4A Renault |
| 2012    | Debut en TC Pista Mouras           | Ford Falcon         |
| 2012    | Debut en TC Pista Mouras           | Torino Cherokee     |
| 2012    | Top Race Series                    | Ford Mondeo III     |
| 2013    | TC Pista Mouras                    | Torino Cherokee     |
| 2014    | TC Pista Mouras                    | Torino Cherokee     |
| 2014    | TC Pista Mouras                    | Chevrolet Chevy     |
| 2015    | Debut en TC Mouras                 | Chevrolet Chevy     |
| 2016    | TC Mouras                          | Chevrolet Chevy     |
| 2016    | TC Mouras                          | Torino Cherokee     |
| 2017    | TC Mouras                          | Chevrolet Chevy     |
| 2017    | TC Mouras                          | Torino Cherokee     |

### Trayectoria en Top Race
| Temporada            | Categoría       | Vehículo        | Equipo        | Posición final   |
| -------------------- | --------------- | --------------- | ------------- | ---------------- |
| 2009                 | Top Race Junior | Ford Mondeo II  | Schick Racing | 33.º (8 puntos)  |
| Copa América 2010    | Top Race Junior | Ford Mondeo II  | Schick Racing | 12.º (25 puntos) |
| Torneo Clausura 2010 | Top Race Series | Ford Mondeo II  | Schick Racing | 21.º (12 puntos) |
| 2011                 | Top Race Series | Ford Mondeo II  | Schick Racing | 16.º (20 puntos) |
| 2012                 | Top Race Series | Ford Mondeo III | Schick Racing | 13.º (62 puntos) |

### Resultados completos TC Pista Mouras
| Año                | Año             | Fechas | Fechas | Fechas | Fechas | Fechas | Fechas | Fechas | Fechas | Fechas | Fechas | Fechas | Fechas | Fechas | Fechas | Posición final       |
| Equipo             | Automóvil       | Fechas | Fechas | Fechas | Fechas | Fechas | Fechas | Fechas | Fechas | Fechas | Fechas | Fechas | Fechas | Fechas | Fechas | Posición final       |
| ------------------ | --------------- | ------ | ------ | ------ | ------ | ------ | ------ | ------ | ------ | ------ | ------ | ------ | ------ | ------ | ------ | -------------------- |
| 2012               | 2012            | 01     | 02     | 03     | 04     | 05     | 06     | 07     | 08     | 09     | 10     | 11     | 12     | 13     | 14     | 14.º (64.50 puntos)  |
| Cañuelas GB Racing | Ford Falcon     | 10     | -      | 19     | 8.º    | 16     | 14     | 28     |        |        |        |        |        |        |        | 14.º (64.50 puntos)  |
| Benavídez Racing   | Torino Cherokee |        |        |        |        |        |        |        | 27     | 21     | 3.º    | 18     | 6.º    | 7.º    | 10     | 14.º (64.50 puntos)  |
|                    |                 |        |        |        |        |        |        |        |        |        |        |        |        |        |        |                      |
| 2013               | 2013            | 01     | 02     | 03     | 04     | 05     | 06     | 07     | 08     | 09     | 10     | 11     | 12     | 13     | 14     | 6.º (354.50 puntos)  |
| Benavídez Racing   | Torino Cherokee | 6.º    | 29     | 2.º    | 5.º    | 7.º    | 6.º    | 7.º    | 3.º    | 5.º    | 15     | 4.º    | 9.º    | 13     | 32     | 6.º (354.50 puntos)  |
|                    |                 |        |        |        |        |        |        |        |        |        |        |        |        |        |        |                      |
| 2014               | 2014            | 01     | 02     | 03     | 04     | 05     | 06     | 07     | 08     | 09     | 10     | 11     | 12     | 13     | 14     | 16.º (241.00 puntos) |
| Benavídez Racing   | Torino Cherokee | 4.º    | 27     | 26     | 3.º    | 17     | Ex.    | 25     | 14     | 16     |        |        |        |        |        | 16.º (241.00 puntos) |
| Las Toscas Racing  | Chevrolet Chevy |        |        |        |        |        |        |        |        |        | 14     | 7.º    | 4.º    | 26     | -      | 16.º (241.00 puntos) |

### Resultados completos TC Mouras
| Año               | Año             | Fechas | Fechas | Fechas | Fechas | Fechas | Fechas | Fechas | Fechas | Fechas | Fechas | Fechas | Fechas | Fechas | Fechas | Fechas | Posición final       |
| Equipo            | Automóvil       | Fechas | Fechas | Fechas | Fechas | Fechas | Fechas | Fechas | Fechas | Fechas | Fechas | Fechas | Fechas | Fechas | Fechas | Fechas | Posición final       |
| ----------------- | --------------- | ------ | ------ | ------ | ------ | ------ | ------ | ------ | ------ | ------ | ------ | ------ | ------ | ------ | ------ | ------ | -------------------- |
| 2015              | 2015            | 01     | 02     | 03     | 04     | 05     | 06     | 07     | 08     | 09     | 10     | 11     | 12     | 13     | 14     |        | 15.º (313.00 puntos) |
| Las Toscas Racing | Chevrolet Chevy | 11     | 13     | 18     | -      | 15     | 13     | 6.º    | 22     | 13     | 20     | 11     | 10     | 12     | -      |        | 15.º (313.00 puntos) |
|                   |                 |        |        |        |        |        |        |        |        |        |        |        |        |        |        |        |                      |
| 2016              | 2016            | 01     | 02     | 03     | 04     | 05     | 06     | 07     | 08     | 09     | 10     | 11     | 12     | 13     | 14     | 15     | 19.º (236.00 puntos) |
| Benavídez Racing  | Chevrolet Chevy | 23     | 11     | 11     | 17     | 15     | 22     | 20     |        |        |        |        |        |        |        |        | 19.º (236.00 puntos) |
| Las Toscas Racing | Torino Cherokee |        |        |        |        |        |        |        |        | SV     | 12     | 18     | 18     | Ex.    | NP     | NP     | 19.º (236.00 puntos) |
|                   |                 |        |        |        |        |        |        |        |        |        |        |        |        |        |        |        |                      |
| 2017              | 2017            | 01     | 02     | 03     | 04     | 05     | 06     | 07     | 08     | 09     | 10     | 11     | 12     | 13     | 14     | 15     | En disputa           |
| Sprint Racing     | Chevrolet Chevy | 18     | 28     |        |        |        |        |        |        |        |        |        |        |        |        |        | En disputa           |
| Sprint Racing     | Torino Cherokee |        |        | SV     | 27     | 12     | SV     |        |        |        |        |        |        |        |        |        | En disputa           |

- [9]